# Baudouin Decharneux
Baudouin Decharneux (Ixelles, 1º ottobre 1961) è un filosofo e storico delle religioni belga francofono.
Professore all'Libera università di Bruxelles, è membro dell'Accademia reale del Belgio. Impegnato in politica, è membro del consiglio di amministrazione di DéFI e presiede DéFI-Wallonie. Massone, è membro della Gran Loggia del Belgio.

## Biografia
Baudouin Stéphane Jules Bernard Decharneux è un filosofo belga nato a Ixelles il 1° ottobre 1961. Ha compiuto gli studi secondari presso l'Athénée Royal de Waterloo e quelli universitari presso l'Libera università di Bruxelles. Ha conseguito la laurea in filosofia nel 1984, seguita da una laurea speciale in storia delle religioni nel 1985, e ha proseguito gli studi di filologia orientale all'Università cattolica di Lovanio, laureandosi nel 1986. Nel 1991 ha discusso una tesi di dottorato su Filone di Alessandria alla Libera Università di Bruxelles per la quale gli è stata conferita la massima onorificenza. In seguito, è diventato professore di filosofia presso l'Università Libera di Bruxelles e maestro delle ricerche presso il Fonds National de la Recherche Scientifique. Dal 2006 al 2011 ha diretto il Centro interdisciplinare per lo studio delle religioni e della laicità. Dal 2005 è membro dell'Académie royale de Belgique. Dal 2018 è presidente dell'Associazione delle società filosofiche di lingua francese. Dal settembre 2020 è presidente dell'associazione laica belga La Pensée et les Hommes.
Baudouin Decharneux è autore o coautore di numerosi libri e articoli:
(Baudouin Decharneux, academia.edu)
Le sue ricerche lo hanno portato a sostenere la creazione di un corso di cittadinanza neutrale (che comprende l'insegnamento della filosofia e della storia delle religioni), che viene gradualmente introdotto nelle scuole belghe a partire da settembre 2016, perché, ha dichiarato in un'intervista al quotidiano La Libre Belgique: 
(Questions à Baudouin Decharneux, La Libre Belgique, 30-11-2004)
Il libro Neutre et engagé. Gestion de la diversité culturelle et des convictions au sein de l'enseignement public belge francophone ("Neutro e impegnato. Gestire la diversità culturale e le convinzioni nell'istruzione pubblica belga francofona"), di cui è coautore, ha ricevuto il Premio per l'insegnamento e la formazione permanente dal Parlamento della Comunità francofona del Belgio nel 2012.
Nella Repubblica Democratica del Congo, il comune di Kimbanseke, vicino alla capitale Kinshasa, ha inaugurato il Collège Baudouin Decharneux, che ha iniziato a funzionare nell'anno scolastico 2019-2020.

## Opere
- Elenco di tesi in modalità Open Access, su WorldCat.

## Premi e riconoscimenti
- Ufficiale dell'Ordine di Leopoldo II, con regio decreto del 14 febbraio 2011 e nomina dell'8 aprile 2001[15];
- Ufficiale dell'Ordine di Leopoldo, con regio decreto del 3 agosto 2012 e nomina dell'8 aprile 2011[16];
- Grande Ufficiale dell'Ordine della Corona, con regio decreto del 26 aprile 2024.

### Riconoscimenti accademici
- Eletto nel 2005 membro della Classe di Lettere e Scienze Morali e Politiche dell'Accademia Reale del Belgio[17];
- Professore onorario presso l'Università autonoma di Madrid, 2012;
- Professore onorario presso l'Università di KwaZulu-Natal, 2011-2014;
- Membro associato dell'Accademia di Atene[18] dal 21 aprile 2016;
- Dottorato honoris causa presso l'Università di Targoviste (Romania), 2016[19];
- Dottorato onorario dall'Institut Supérieur Pédagogique de Kananga (e dalle università associate del Kasai), 2016[19];
- Dottorato honoris causa dell'Università di Bucarest, 6 ottobre 2021.